# Циркуновский сельский совет (Харьковская область)
Циркуно́вский се́льский сове́т — входил до 2020 года в состав Харьковского района Харьковской области Украины.
Административный центр сельского совета находился в селе Циркуны.

## История
- 1920 — дата образования сельского Совета депутатов трудящихся в составе ... волости Харьковского уезда Харьковской губернии Украинской Советской Социалистической Республики.
- С 1923 года — в составе Харьковского района Харьковского округа, с 1932 — Харьковской области УССР.
- 2012 — согласно постановлению от 06.09.2012 года № 5215-VI, 209 гектаров земель сельсовета были присоединены к городу Харькову.[2]

## Населённые пункты совета
- село Циркуны́
- село Бутенково
- село Миха́йловка
- село Алекса́ндровка
- село Черняки́

### Ликвидированные населённые пункты
- село Ключки́
- село Новоалекса́ндровка